# Incse
Incse (macedónul: Инче) település Észak-Macedóniában, a Délnyugati körzet Makedonszki Brod-i járásában.

## Népesség
| Lakosok száma | 162  | 157  | 158  | 108  | 72   | 53   | 45   | 30   | 4324 |
|               | 1948 | 1953 | 1961 | 1971 | 1981 | 1991 | 1994 | 2002 | 2021 |

2002-ben 30 lakosa volt, akik közül 29 macedón és 1 egyéb.